# Чёрная Грязь (Тверская область)
Чёрная Грязь — деревня в Вышневолоцком районе Тверской области. Относится к Зеленогорскому сельскому поселению.

## География
Через деревню проходит автодорога «Вышний Волочёк—Есеновичи—Кувшиново» (Ржевский тракт). На автомобиле до центра Вышнего Волочка 13 километров, до Зеленогорского 3 километра.

## История
По описанию 1859 года - владельческая деревня при колодцах, насчитывала 32 двора, в которых проживало 204 жителей (92 мужского пола и 112 женского).

## Население
| 1859 | 2002 | 2008 | 2010 |
| ---- | ---- | ---- | ---- |
| 204  | ↘0   | ↗5   | ↗7   |